# Laurisa Landre
Pour les articles homonymes, voir Landré (homonymie).

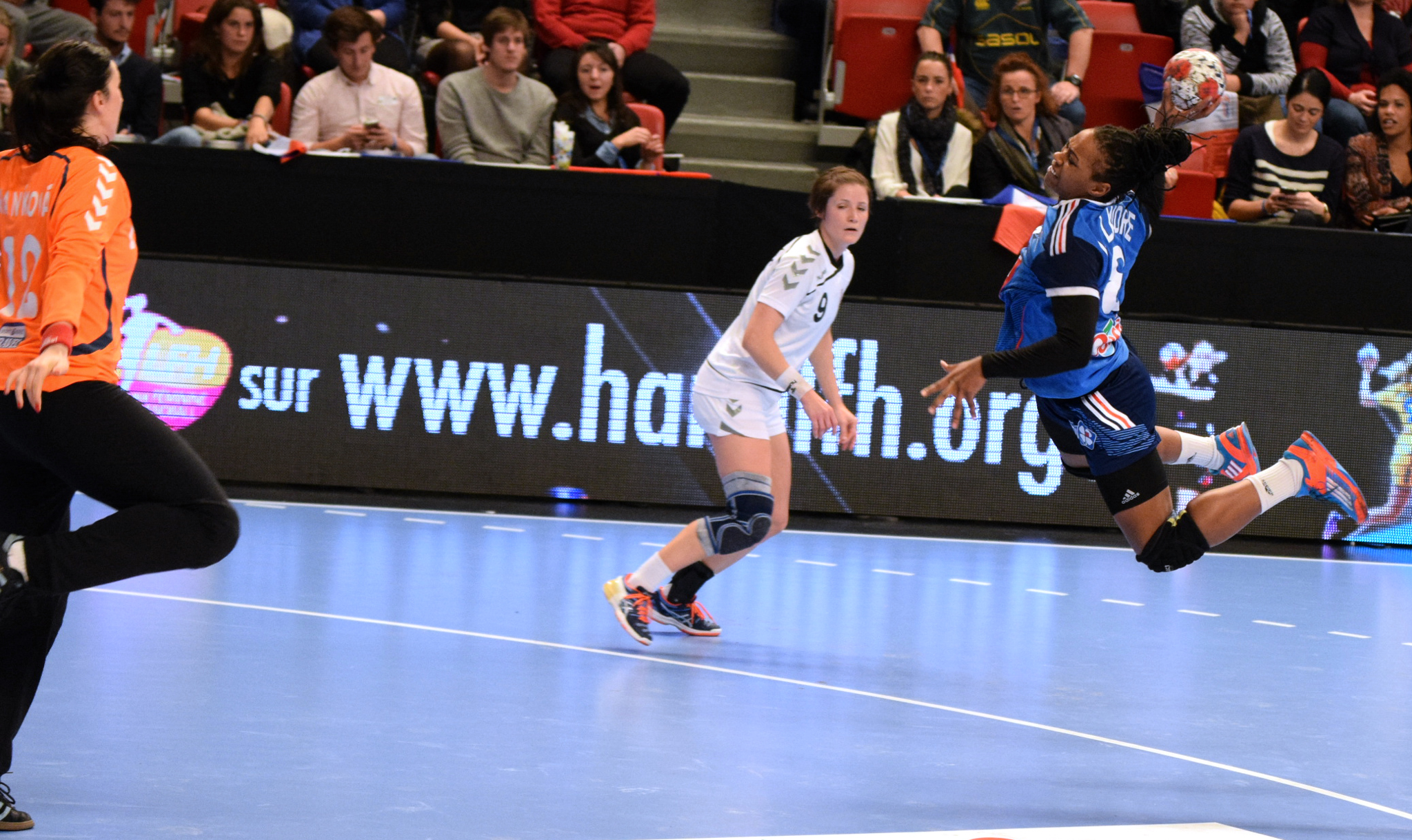
Laurisa Landre au tir à 6 m face à la Tchèque Barbora Raníková en 2015.

Laurisa Landre, née le 27 octobre 1985 à Pointe-à-Pitre, est une handballeuse internationale française évoluant au poste de pivot. Avec l'Équipe de France, elle est notamment championne du monde en 2017 et vice-championne olympique en 2016.

## Biographie
Formée à Fleury où elle évolue durant neuf saisons, elle rejoint Le Havre en 2012 dans le cadre d'un échange avec Livia Martins Horacio.
En avril 2013, elle prolonge son contrat jusqu'en 2015 avec le club normand, où elle s'impose comme l'une des meilleures à son poste en France. À la fin de la saison 2013, elle est élue meilleure pivot du championnat de France lors de la Nuit du handball. Elle remporte une seconde fois cette récompense en 2014.
Au printemps 2014, elle est appelée pour la première fois en équipe de France,. Elle connait sa première sélection en équipe de France senior en juin 2014, contre la Slovaquie, lors des qualifications pour le championnat d'Europe 2014,.
Après la descente en deuxième division et à la suite des difficultés financières du club, Laurisa Landre quitte Le Havre à l'été 2015 pour rejoindre le club roumain du SCM Craiova. Elle y poursuit sa progression en découvrant une nouvelle culture du handball, misant notamment beaucoup sur le physique. Elle passe deux saisons en Roumanie. Après avoir manqué les play-offs la première saison en finissant à la septième place, elle atteint les demi-finales en 2016-2017 et finit troisième du championnat après une victoire face au Oltchim Râmnicu Vâlcea lors de la petite finale.
En février 2017, elle s'engage avec Metz Handball pour la saison 2017-2018. Elle remporte son premier titre de championne de France en battant Brest en finale. Après une saison réussie, elle quitte néanmoins la Lorraine pour rejoindre Toulon.
Le 29 juin 2020, elle annonce qu'elle met un terme à sa carrière de handballeuse, afin de se consacrer à d'autres projets professionnels, dans le secteur immobilier. Landre est la première joueuse championne du monde en 2017 avec les Bleues à annoncer sa retraite.

## Palmarès

### Club
compétitions nationales
- championne de France en 2018 (avec Metz Handball)

### Sélection
Jeux olympiques
- médaille d'argent aux Jeux olympiques 2016

championnats du monde
- vainqueur du championnat du monde 2017

championnats d'Europe
- troisième du championnat d'Europe 2016

autres
- 4e place du championnat d'Europe junior en 2004

### Distinctions individuelles
- meilleure pivot du championnat de France en 2013 et 2014

## Décorations
- chevalier de l'ordre national du Mérite le 1er décembre 2016[18]

## Hommage
Le Stadium Laurisa-Landre à Poissy (Yvelines) porte son nom depuis 2016.